# Gabriel Trifu
Gabriel Trifu (Bucarest, 14 aprile 1975) è un allenatore di tennis ed ex tennista rumeno.

## Carriera
In carriera ha vinto un titolo di doppio. In doppio ha raggiunto la 97ª posizione della classifica ATP, mentre in singolare ha raggiunto il 148º posto.
In Coppa Davis ha disputato un totale di 19 partite, collezionando 7 vittorie e 12 sconfitte.

## Statistiche

### Doppio

#### Vittorie (1)
| Numero | Anno              | Torneo                  | Superficie  | Compagno     | Avversari in finale        | Punteggio |
| ------ | ----------------- | ----------------------- | ----------- | ------------ | -------------------------- | --------- |
| 1.     | 20 settembre 1998 | Romanian Open, Bucarest | Terra rossa | Andrei Pavel | George Cosac Dinu Pescariu | 7-6, 7-6  |